# Przerębska Huta (powiat starogardzki)
Przerębska Huta – osada w Polsce, w województwie pomorskim, w powiecie starogardzkim, w gminie Skarszewy.
Wchodzi w skład sołectwa Szczodrowo.
Do 2023 miejscowość była częścią wsi Szczodrowo.
W latach 1975–1998 Przerębska Huta położona była w województwie gdańskim.